# 章明秋
章明秋（1961年4月—2024年12月20日），中山大学化学与化学工程学院副院长、材料科学研究所所长，从事高分子等方面的研究，中国教育部第六批“长江学者”特聘教授。

## 学术贡献
发表论文数百篇，拥有数10项国家发明专利。

## 学术兼职
中国材料研究学会常务理事、中国复合材料学会常务理事、亚澳复合材料协会 （AACM）常务理事。
《Composites Science & Technology》、《Soft Materials》、《Polymers & Polymer Composites》、《高分子学报》、《复合材料学报》、《功能高分子学报》、《材料科学与工程》编委。 